# Micrasema microcephalum
Micrasema microcephalum är en nattsländeart som först beskrevs av Francois Jules Pictet de la Rive 1834.  Micrasema microcephalum ingår i släktet Micrasema och familjen bäcknattsländor. Inga underarter finns listade i Catalogue of Life.